# (34047) Gloria
2000 OJ35 (asteroide 34047) é um asteroide da cintura principal. Possui uma excentricidade de 0.13081040 e uma inclinação de 5.32385º.
Este asteroide foi descoberto no dia 30 de julho de 2000 por LINEAR em Socorro.